# Kätcheslachpark

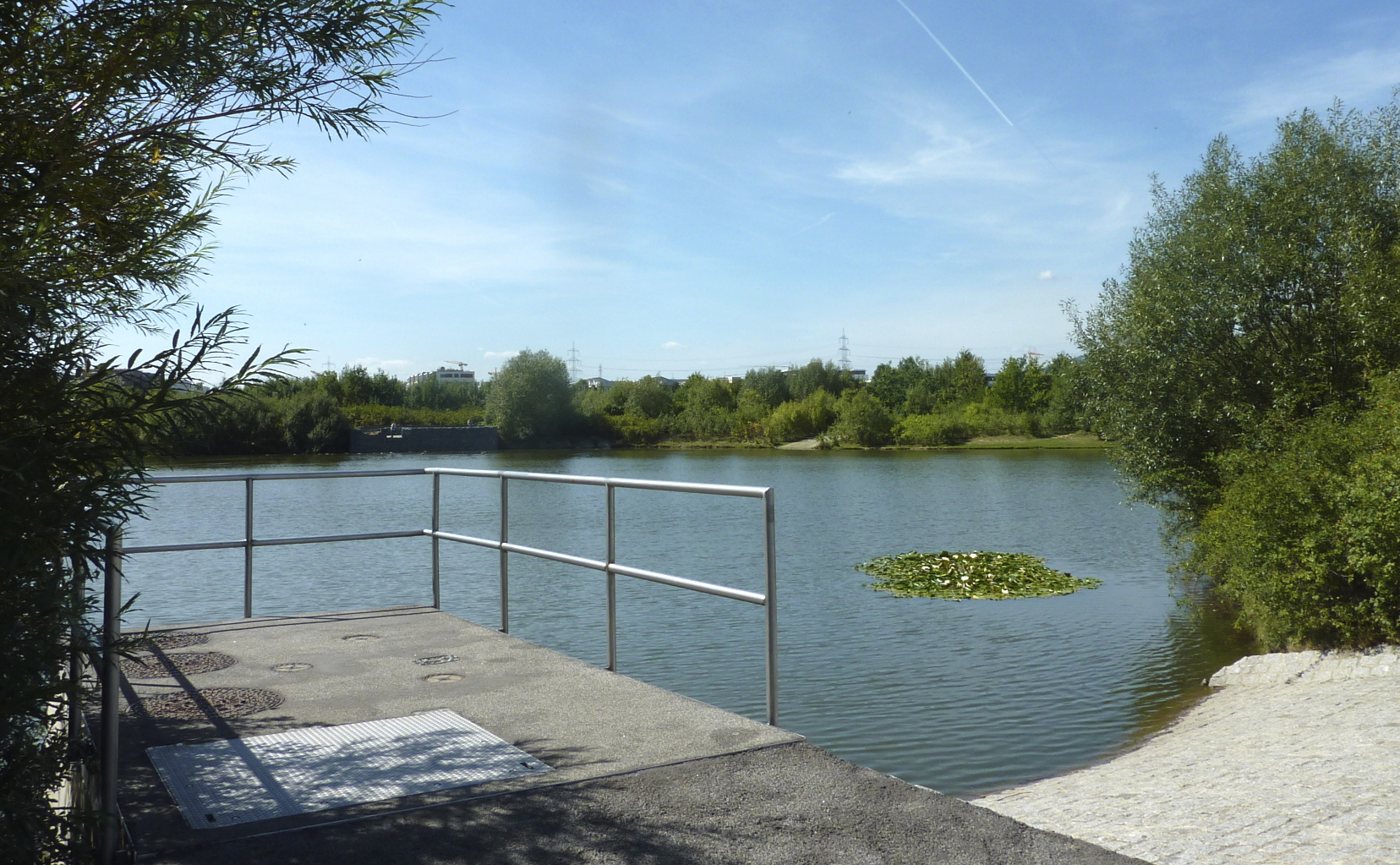
Der Kätcheslachweiher im Kätcheslachpark, Ansicht von Osten

Der Kätcheslachpark ist eine Grünfläche und Anlage der Abwassertechnik in der Stadt Frankfurt am Main in deren nordwestlichem Stadtteil Kalbach-Riedberg. Zentrales Element des rund zehn (nach anderen Quellen elf) Hektar großen Parks ist ein Kätcheslachweiher genannter Teich mit einem System aus Wassergräben. Die Gewässer dienen der Regenwasserbewirtschaftung – speziell dem Hochwasserschutz durch Entwässerung – für die benachbarten Wohnsiedlungen und für weitere umliegende Flächen. Namensgeber des Parks ist der angrenzende Wassergraben Kätcheslach.

## Lage und Geschichte

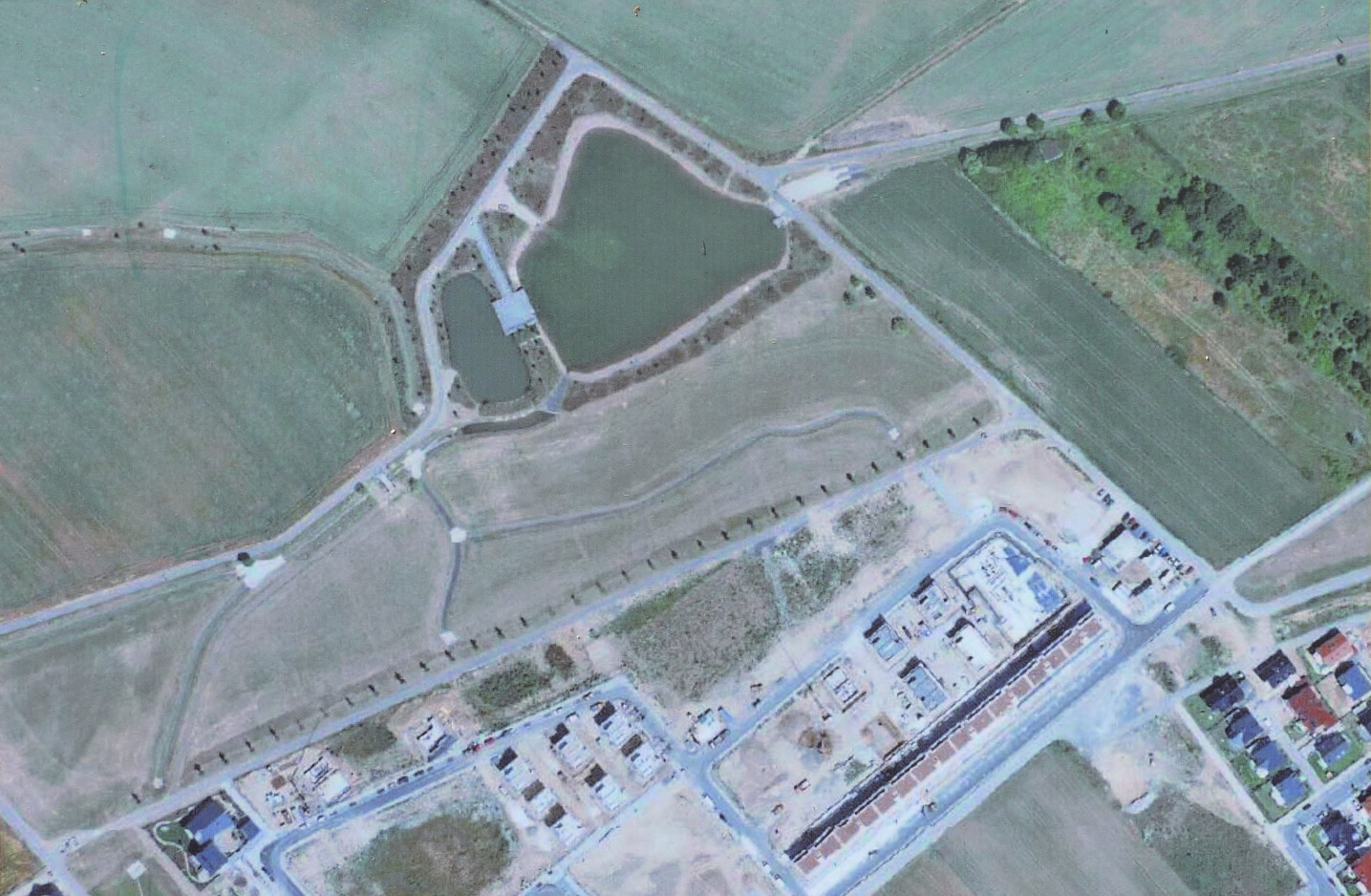
Luftbild des Kätcheslachparks mit zentralem Teich, 2006

Der Kätcheslachpark liegt im äußersten Nordwesten des Frankfurter Stadtgebiets, in etwa einem Kilometer Entfernung zur Stadtgrenze. Die Grünanlage mit Teich und Gräben wurde von 2006 bis zum Jahr 2010 in einer Mulde auf dem Riedberg eingerichtet. Der Park grenzt unmittelbar nördlich an die Bebauung der in den 2000er-Jahren errichteten Riedberg-Siedlung; nördlich des Parkgeländes liegt die Ortschaft Kalbach, älterer Siedlungskern des Stadtteils Kalbach-Riedberg.
Die Gestaltung des Parks beruht auf einem Beitrag zu einem im Jahr 2002 ausgeschriebenen Landschaftsarchitektur-Wettbewerb. Der prämierte Entwurf stammt von dem Berliner Büro Weidinger Landschaftsarchitekten, Bauherren der Anlage sind das Grünflächenamt der Stadt Frankfurt sowie das Unternehmen HA Hessen Agentur. Die Vorplanungen für die Einrichtung der Anlage begannen im Jahr 2003. Aus dem preisgekrönten Entwurf geht hervor, dass eine Erweiterung des Parkgeländes nach Westen zur ursprünglichen Planung gehört, welche einen landschaftsarchitektonischen Übergang zwischen Neubau-Siedlungsflächen und den agrarisch genutzten Flächen östlich des Geländes herstellen soll.
Der in der Anlage befindliche Teich Kätcheslachweiher mit benachbartem Klärbecken nimmt etwa 8.000 m² ein. Der etwa 140 m lange und maximal 100 m breite Teich entwässert nach Osten in den namengebenden Wassergraben Kätcheslach. Dieser Graben mündet nach einer Fließstrecke von rund 800 Metern von rechts in den nordöstlich vorbeifließenden Kalbach, ein rechter Zufluss der Nidda.

## Funktion und wasserwirtschaftliche Bedeutung

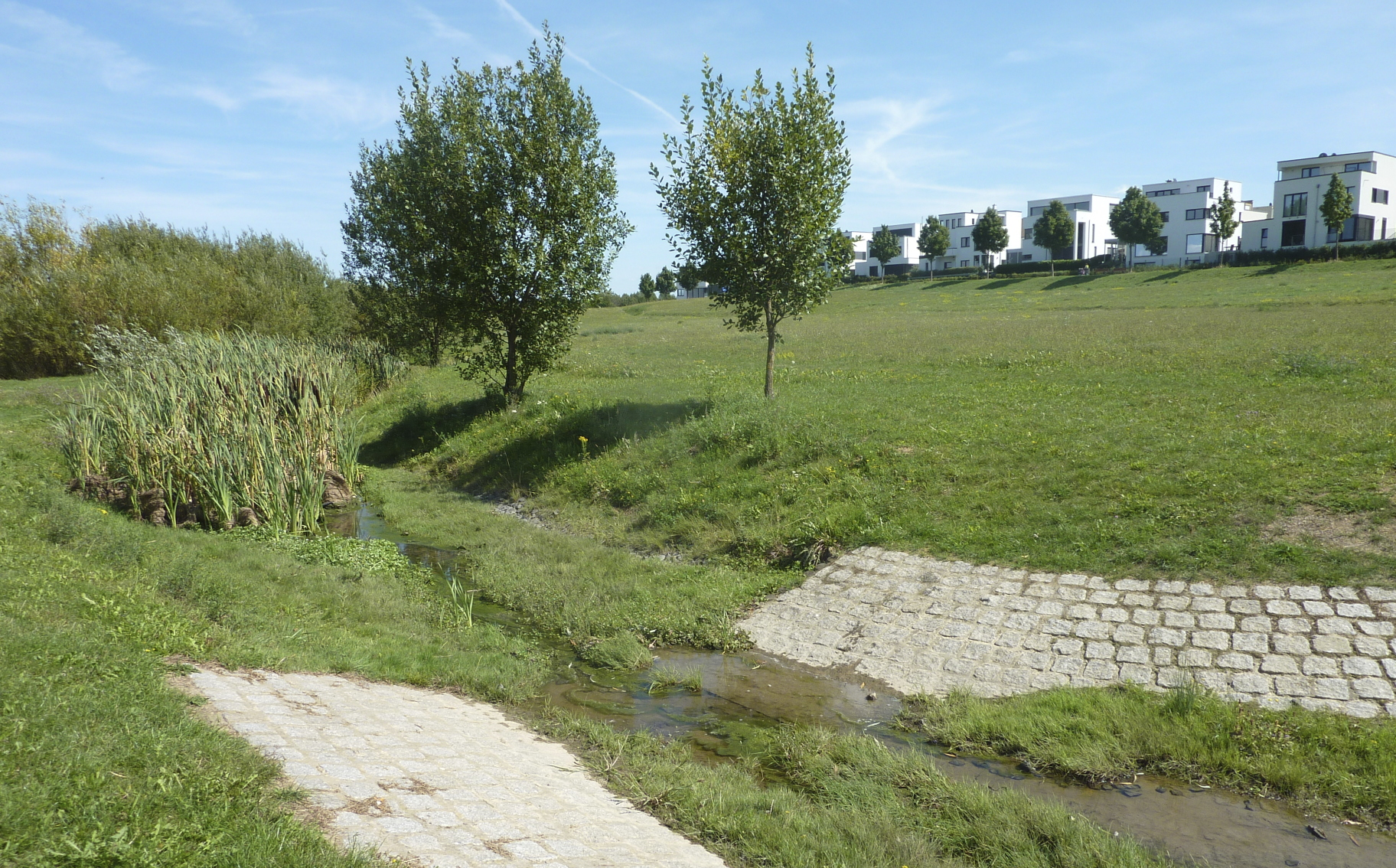
Der westliche Wassergraben, einer der Zuflüsse der Teichanlage; Blick nach Osten, in Fließrichtung. Oben rechts im Bild Wohnhaus-Neubauten der Riedberg-Siedlung

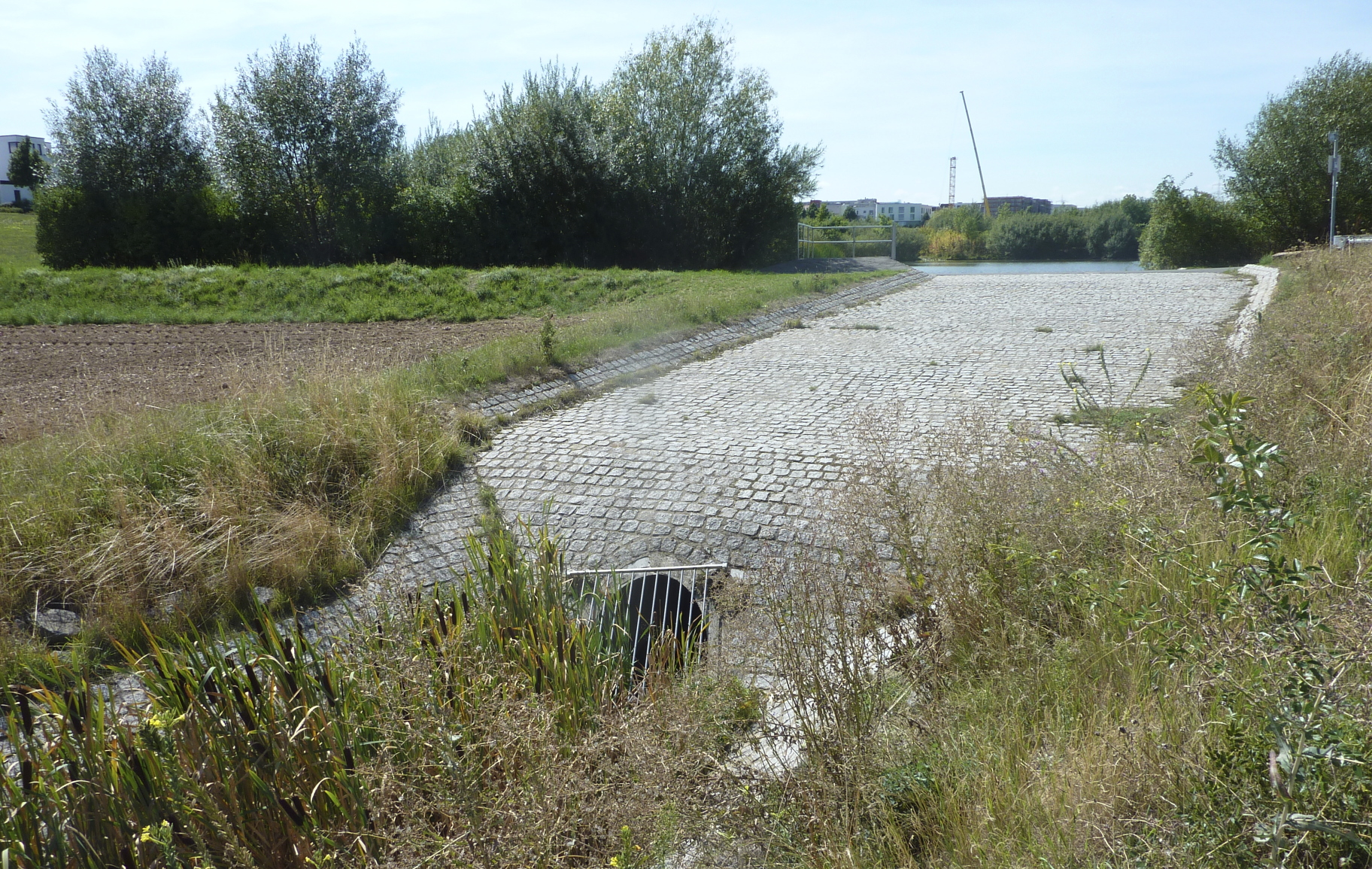
Das östliche Drosselbauwerk am Kätcheslachweiher reguliert den Abfluss in den Wassergraben Kätcheslach

Der Kätcheslachpark mit seinen Gewässern ist eine Anlage, die hauptsächlich dem Hochwasserschutz durch Entwässerung und Wasseraufbereitung dient. Im Park sammeln mehrere kleine Regenwasser-Rückhaltebecken Oberflächenwasser von Dach- und versiegelten Verkehrsflächen der Siedlung Riedberg – Flächen von insgesamt 120 ha, mit etwa 6.000 Wohneinheiten und ausgelegt für rund 15.000 Einwohner. Das Fassungsvermögen der gesamten Anlage bei normal hohem Wasserstand beträgt etwa 17.000 Kubikmeter. Bei sehr hohen Wasserständen, verursacht durch ausgiebige Regenfälle oder durch Schmelzwasser, kann dieser Wert um weitere 10.000 Kubikmeter (bis zur Oberkante der Böschung des Teiches) erhöht werden.
Das in den kleineren Rückhaltebecken gesammelte Wasser wird über Gräben von Süden und Westen in ein dem Teich westlich vorgeschaltetes Klärbecken geleitet. Dort setzen sich Schlamm und andere Sedimente ab und können so leicht entfernt werden. Der Boden des Absetzbeckens ist mit Rasengitter-Steinen ausgelegt, um dessen Reinigung von den Sedimenten zu vereinfachen. Absetzbecken und Teich sind durch einen Damm voneinander getrennt, in dem sich mehrere Rohrdurchlässe befinden. Das im Becken geklärte Wasser fließt ab einer bestimmten Stauhöhe in den Teich ab. Auf dem Damm wurde eine von Gabionen gesäumte Aussichtsplattform für Besucher eingerichtet.
Becken und Teich haben einen kontinuierlichen Normal-Wasserstand zwischen 1,5 und 2 Metern. Um eine Vermischung von Oberflächenwasser und Grundwasser im Teich zu vermeiden, ist dessen Boden mit Baukalk abgedichtet. In das östliche Ufer des Teichs ist ein weiterer Rohrdurchlass mit Drosselbauwerk eingebaut, der das Abfließen des Wassers in den Graben Kätcheslach reguliert. Durch die Beschränkung (Drosselung) der abfließenden Wassermenge auf maximal zehn Liter Wasser pro Sekunde und Hektar werden Überschwemmungen entlang von Kätcheslach und Kalbach verhindert.

## Verkehrsanbindung
Der Kätcheslachpark kann zu Fuß und mit dem Fahrrad über zwei ausgeschilderte Wanderwege erreicht werden: Der Hölderlinpfad, ein Wanderweg zwischen der Frankfurter Innenstadt und Bad Homburg, soll an den deutschen Dichter Friedrich Hölderlin erinnern und führt durch den Park. Außerdem ist der Park eine Station des Geopfades, ein von der Stadt Frankfurt und der Goethe-Universität eingerichteter geowissenschaftlicher Lehrpfad. Vor Ort erklären mehrere Informationstafeln die wasserwirtschaftliche Bedeutung des Geländes. Die nächstgelegenen Haltestellen des Öffentlichen Personennahverkehrs werden von der U-Bahn-Linie U8 der Frankfurter Verkehrsgesellschaft VgF, Haltestelle Riedberg bedient sowie von den VgF-Buslinien 26 und 29, Haltestelle Campus Riedberg. Der Zugang zum Park ist barrierefrei.